# Филиппинская баскетбольная ассоциация
Филиппинская баскетбольная ассоциация (англ. Philippine Basketball Association, таг. Kapisanang Basketbol ng Pilipinas), сокращённо ФБА (PBA) — мужская профессиональная баскетбольная лига на Филиппинах, состоящая из двенадцати франчайзированных команд, принадлежащих брендовым компаниям. Лига основана в 1975 году. Это первая профессиональная баскетбольная лига в Азии и вторая старейшая существующая в мире после НБА, созданная до «открытой эры» баскетбола в 1990 году, когда ФИБА разрешила профессиональным баскетболистам выступать на международных соревнованиях. Регламент лиги представляет собой гибрид правил НБА и ФИБА.
Первый матч в лиге был сыгран 9 апреля 1975 года в спортивном комплексе «Araneta Coliseum» в Кесон-Сити.
Главные офисы ФБА расположены в Иствуд-Сити вдоль проспекта Эулохио Родригеса, младшего (район Багумбаян города Кесон-Сити).

## История

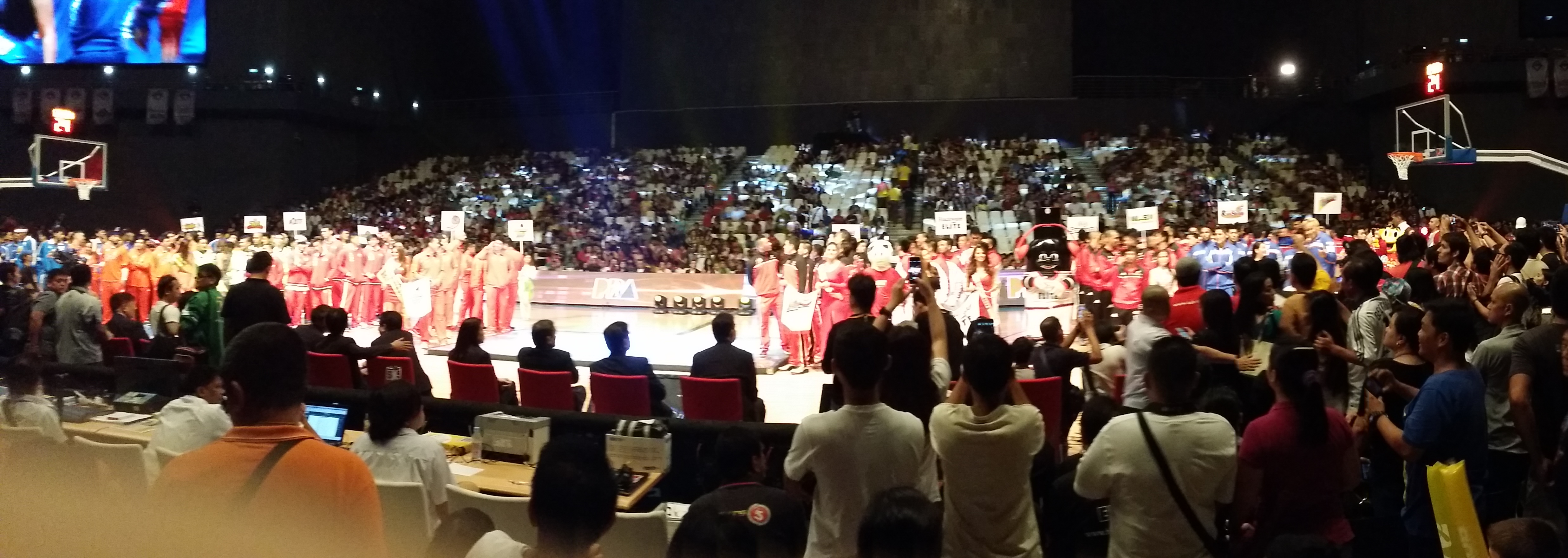
Парад команд на Церемонии открытия сезона 2014/15.

Филиппинская баскетбольная ассоциация (ФБА) была основана, когда девять команд покинули ныне несуществующую Манильскую индустриальную и коммерческую атлетическую ассоциацию (МИКАА; MICAA), которая находилась под жёстким контролем Баскетбольной ассоциации Филиппин (БАФ; BAP), признанной в то время национальной ассоциацией ФИБА. МИКАА, подконтрольная БАФ, была де-юре любительской, так как игрокам платили только пособия. Это очень похоже на то, что было сделано в других странах, чтобы обойти любительские требования и участвовать в санкционированных ФИБА турнирах, таких как Олимпийские игры. Владельцы команд МИКАА были недовольны тем, как БАФ, а затем Лито Пуят (президент БАФ) забирают их игроков, чтобы присоединить к национальной команде, предварительно не посоветовавшись с ними. Командами, которые ушли из МИКАА, были «Каррьер Уэзермейкерс», «Криспа Редманизер», «Мариваса-Норитакэ Порселенмейкерс», «Престо Айс Крим», «Роял Тру-Орандж», «Севен-Ап Анколас», «Тандуай Рам Мастерс», «Тоёта Кометс» и «Ю/Текс Ранглерс». Лео Прието, тренер сборной Филиппин на Олимпийских играх в Мельбурне в 1956 году, был назначен первым комиссаром ФБА, а Эмерсон Косетенг — президентом Совета управляющих лиги. Первая игра лиги была проведена на спортивной арене «Araneta Coliseum» 9 апреля 1975 года между «Мариваса-Норитакэ» и «Консепсьон Каррьер».
Первые 10 лет лиги были известны интенсивным соперничеством между «Криспа Редманизер» и «Тоёта Тамароуз», которое по-прежнему считается одним из величайших противостояний в истории лиги. Известные филиппинские игроки, такие как Роберт Яворски, Рамон Фернандес, Фрэнсис Арнаис, Атой Чо, Богс Адорнадо и Филипп Сесар играли за эти два клуба до того, как они распались в 1983 и 1984 годах соответственно. После этого лига переместилась из «Araneta Coliseum» в арену «УЛТРА» в Пасиге. Лига продолжила быть популярной, так как несколько бывших игроков «Криспа» и «Тоёта» перешли в другие команды.
В середине-конце 80-х Роберт Яворски и «Хинебра Сан-Мигель» стали самой популярной командой лиги за их позицию «никогда не сдавайся». У команды было сильное соперничество с «Тандуай Рам Мастерс», лидером которого был бывший одноклубник Яворски, Рамон Фернандес, а затем перешло в соперничество с «Пьюрфудс Корпорейшн», в котором играли более молодые Алвин Патримонио, Джерри Кодиньера, Джоджо Ластимоза и Фернандес (которые перешёл из «Тандуай»).
К концу 80-х «Сан-Мигель Бирмен» выиграл множество титулов, в том числе турнир Большого шлема 1989 года. Командой руководил Норман Блэк и вней играли бывшие звёзды сборной — ]Сэмбой Лим и Эктор Кальма.
В 1989 году ФИБА проголосовала за то, чтобы позволить профессионалам участвовать в санкционированных ей турнирах, поэтому игроки ФБА теперь могут представлять страну на международном уровне. В 1990 году лига направила свою первую профессиональную команду на Азиатские игры, где она выиграла серебряные медали.
Начало 90-х отмечено соперничеством «Хинебра» и «Шелл».
К 1993 году лига переехала в «Кунета Астродом» в Пасае, где в 1996 году «Аляска Милкмен» выиграла турнир Большого шлема и девять титулов за десятилетие.
В конце начале 00-х в лигу начали приезжать легионеры (такие как Аси Таулава, Дэнни Сейгл и Эрик Менк). Их происхождение было сомнительным, и большинство из них были депортированы за фальсификацию документов. Прибытие десятков легионеров было противодействием Столичной баскетбольной ассоциации (СБА; MBA), региональной профессиональной лиги, образованной в 1998 году. После того, как ABS-CBN перестала спонсировать СБА в 2001 году, она столкнулась с растущими расходами и в течение года прекратила существование. Несмотря на роспуск СБА и переход её игроков в ФБА, посещаемость ФБА в 2002 году пошла на спад и была ещё хуже в следующем году.
В 2004 году лига внесла радикальные изменения в расписание, когда решила начать сезон в октябре, а не в январе. Изменения позволили лиге проводить международные турниры, проводимые с июня по сентябрь. Лига также сократила количество конференций с трёх до двух, переименовав конференцию Всефилиппиский Кубок в Кубок Филиппин и представив новую под названием Фиеста. Чтобы приспособиться к этим изменениям, с февраля по июль проходил переходный турнир, в котором победил «Барангай Гинебра Кингз». Лига также начала проводить ежегодный звёздный уикенд, проводимый поочереди в провинциях на островах Лусон, Висайи и Минданао.
Лига вновь обрела некоторую популярность к этому году, во многом благодаря трём чемпионствам «Барангай Гинебра» во главе с Эриком Менком, Джейджеем Хельтербрандом и Марком Кагиоа. Твёрдый маркетинг и прибытие университетских звёзд из Университетской атлетической ассоциации Филиппин (УААФ; UAAP) и Национальной ассоциации студенческого спорта (НАСС; NCAA) также работали в пользу ФБА.
К 2005 году лига взяла на себя роль филиппинского национального представительства под руководством Чота Рейеса, когда ФИБА отменила отстранение страны после формирования Федерации баскетбола Филиппин (ФБФ; SBP), и несмотря на то, что заняла девятое место на чемпионате Азии 2007 года. Однако в 2009 году полностью любительская команда «Смарт Гилас» стала официальным представителем страны на международных соревнованиях. Таким образом, роль ФБА в формировании национальной команды сводилась к отправке подкрепления для усиления национальной команды.
После назначения комиссаром ФБА Чито Салуда, сына бывшего комиссара Руди Салуда, лига вернула формат трёх конференций, начиная с сезона 2010/11. Это также положило начало возвращению «старых» конференций Кубок Комиссаров и Кубок Управляющих.
Начало 10-х годов привело к доминированию «Толк эн Текст Тропан Текстерс», которые почти выиграли турнир Большого шлема в сезоне 2010/11 и выигрывали Кубок Филиппин три года подряд (2010/11, 2011/12, 2012/13).
19 мая 2013 года в третьей игре финала Кубка Комиссаров между «Аляска Эйсез» и «Барангай Гинебра Сан-Мигель» был установлен рекорд посещаемости баскетбольных матчей на Филиппинах за всё время (23 436 человек), который побил предыдущий рекорд (23 108 человек), установленный 11 днями ранее в полуфиналах между «Аляска Эйсез» против «Сан-Миг Кофи» и «Барангай Гинебра» против «Толк эн Текст». Этот рекорд в итоге был побит 12 февраля 2014 года в седьмой игре полуфинальной серии Кубка Филиппин между «Барангай Гинебра» и «Сан-Миг Супер Кофи Миксерс» (24 883 человека).
Сезон 2013/14 стал историческим, поскольку «Сан-Миг Супер Кофи Миксерс» стали четвёртой командой, выигравшей турнир Большого шлема, а их тренер, Тим Коун, вошёл в историю, став первым тренером, выигравшим два турнира Большого шлема.
В сезоне 2014/15 лига расширилась до двенадцати команд, приняв две новые франшизы: «Киа Соренто» и «Блэкуотер Элит». ФБА провела церемонию открытия сезона на «Филиппин Арена» и установила рекорд посещаемости (52 612 человек).
15 февраля 2015 года в середине сезона 2014/15 Чито Салуд объявил, что уйдёт в отставку с поста комиссара лиги, с начала сезона 2015/16 его сменил Чито Нарваса. Салуд был назначен президентом и генеральным директором лиги, когда совет управляющих решил реструктурировать лигу и создать эти должности, чтобы управлять вопросами ФБА в области маркетинга, расширения и бизнеса. Комиссар (который также стал главным операционным директором лиги) стал заниматься игровыми вопросами.
Салуд, однако, ушёл с поста президента и генерального директора лиги 31 декабря 2015 года и был заменён действующим председателем ФБА Робертом Ноном. Позднее совет управляющих назначил Чито Нарваса президентом и главным исполнительным директором. Указанная должность была в конечном итоге расформирована перед началом Кубка губернаторов 2016 года.
Нарваса ушёл в отставку 31 декабря 2017 года, из-за разногласий во время своего срока полномочий. 25 января 2018 года совет назначил начальника СМИ, Уилли Марсиала, в качестве его замены.

## Формат сезона
В отличие от других лиг, в ФБА нет чемпиона сезона. Вместо этого сезон делится на конференции или турниры (не путать с определением «конференции» в спортивном контексте как группы команд, сформированные по географической или исторической принадлежности), где команды соревнуются за кубок конференции. Победители кубков конференций не встречаются друг с другом в конце сезона, чтобы определить чемпиона сезона, вместо этого все чемпионы конференций являются чемпионами лиги, а Кубок Филиппин является самой престижной конференцией в сезоне.
Сезон обычно состоит из трёх конференций. Начиная с сезона 2010/11 конференции называются: Кубок Филиппин, Кубок Комиссаров и Кубок Управляющих. Кубки конференций заканчиваются серией матчей до четырёх побед, победители которых становятся чемпионами конференций. Если одна команда выиграла все три конференции, она считается обладателем Большого шлема.
Драфт проводится после окончания сезона Кубка Управляющих. Церемония открытия проводится перед началом первой игры сезона. Формат конференции похож на Апертура и Клаусура в латиноамериканском футболе.

## Команды
Все франшизы принадлежат корпорациям. Они не основаны на географическом местоположении, поэтому не играют на «домашней арене».
Название команды часто делится на две части: первая — название компании или бренда, затем продукт или название, обычно связанное с бизнесом компании. Например, «Киа Пиканто» (ныне «Коламбиан Джип») — команда, принадлежащая «Columbian Autocar Corporation», эксклюзивному дистрибьютору автомобилей Киа на Филиппинах. Прозвище «Пиканто» — это название одного из их автомобилей.

### Команды в сезоне 2019 года
- (♯) — Обозначает филиал «San Miguel Corporation».
- (°) — Обозначает дочернюю компанию группы MVP.

## Правила
Правила ФБА представляют собой гибрид правил ФИБА и НБА:
1. Игра состоит из четырёх 12-минутных четвертей, как в НБА.
2. Расстояние до трёхочковой линии 22,1 фута (6,75 м.), что является расстоянием для международных соревнований ФИБА.
3. Зонная защита разрешена.
4. После пятого командного фола за четверть, каждый последующий фол наказывается пробитием двух штрафных бросков, в последние две минуты — одним, как в правилах НБА. В овертайме за каждый фол назначается два штрафных броска в первые три минуты и один — в последние две, также как в НБА.
5. Новички попадают в лигу через драфт, и им необходимо сыграть в Лиге развития ФБА определённое количество турниров, прежде чем получить право быть задрафтованным.
6. Не филиппинцы могут играть только в Кубке Комиссаров и Кубке Управляющих. В Кубке Комиссаров могут играть легионеры не выше 6 футов 10 дюймов (208,28 см.), в Кубке Управляющих — 6 футов 5 дюймов (195,58 см.).
7. Лига использует правило Трента Такера (баскетболисту на получение мяча, быструю обработку и бросок по кольцу требуется минимум 0,3 секунды, а если при получении игроком мяча на табло будет меньшее количество времени, то такой бросок засчитан не будет).
8. Фол на преимущество, похожий на неспортивный фол правил ФИБА, даётся, когда игрок специально фолит на противнике, находящемся в быстром отрыве, не пытаясь при этом завладеть мячом. За этот фол назначается два штрафных броска и владение мячом.

## Игровые площадки
Поскольку команды не представляют географические локации, сама лига арендует арены для матчей. Матчи ФБА обычно проводятся три раза в неделю на аренах Метро Манила (столичный регион Филиппин), а по субботам — в провинциях, что в народе называется «игры за городом».
Большинство отборочных раундов проводятся в «Смарт Аранета Колизеум» в Кесон-Сити и на «Молл оф Эйзия Арена» в Пасай-Сити. Когда обе арены недоступны, альтернативными местами являются «Кунета Астродом» в Пасай-Сити и «ФилСпортс Арена» в Пасиг-Сити. Иногда «провинциальные» игры проводятся в отдельных местах по всей стране. Игры плей-офф обычно проводятся на площадках в Метро Манила, чаще всего в «Смарт Аранета Колизеум».